# Navidad con las estrellas
Navidad Con Las Estrellas è un album che è stato fatto per il Natale del 1979, con la partecipazione di vari artisti venezuelani.

## Tracce

### Lato A
1. Aguinaldo Venezolano - Oscar D'Leon
2. De Contento - Los Tigres
3. Sublime Ideal - Mirla Castellanos
4. Noche Buena - Rudy Marquez
5. Como El Rocio - Rosa Virginia Chacin e Luis Cruz
6. Tun Tun - Fernando Touzent

### Lato B
1. Esplendida Noche - José Luis Rodríguez "El Puma"
2. Niño Lindo - Eddy Castro e Delia Dorta
3. Oh Emmanuel - Trino Mora
4. Din Din - Tania Zalazar
5. A Ti Te Cantamos - Wladimir Lozano
6. Si Acaso Algún Vecino - Henry Salvat

## Formazione
- Assetti - Raul Fortunato** / Alvaro Serrano*.
- Indirizzo musicale e realizzazione - Luis Cruz e Alvaro Serrano.
- Coordinamento e Direzione generale - Oscar Serfaty.
- Tecnico di Mezcla -  Julio Anidez.
- Registrato in - Studi Intersinodo C.A.
- Effetti speciali Carlos Moream e Raul Fortunato per la sua vagliosa collaborazione nella realizzazione di questo LP.
- Foto - Carlos Beltran.
- Attrezzo e Design dell'album - L.A Generani.